# L'isola dei famosi (quinta edizione)
La quinta edizione del reality show L'isola dei famosi è andata in onda in prima serata su Rai 2 dal 19 settembre al 28 novembre 2007, sempre con la conduzione di Simona Ventura per la quinta volta consecutiva, affiancata in studio dagli opinionisti Alfonso Signorini, Mara Venier, Gianluca Nicoletti, Alda D'Eusanio e Sandro Mayer, e con la partecipazione dell'inviato Francesco Facchinetti. È durata 71 giorni, ha avuto 18 naufraghi e 11 puntate e si è tenuta presso Cayos Cochinos (Honduras).
Le vicende dei naufraghi sono state trasmesse da Rai 2 ogni mercoledì in prima serata, mentre la trasmissione delle strisce quotidiane nel day-time è stata affidata a Rai 2.
L'edizione si è conclusa con la vittoria di Manuela Villa, che si è aggiudicata il montepremi di 200000 €.

## Produzione
In questa edizione gli autori del programma hanno provato a rinnovare il programma aggiungendo al cast dei "famosi" anche sei "non famosi". La diretta settimanale è stata inoltre seguita da un dopo-isola, condotto da Nicola Savino con la partecipazione di Dj Angelo, intitolato Scorie.
La fascia preserale è stata affidata all'inviato Francesco Facchinetti, già concorrente della seconda edizione del programma.
Viene inoltre reintrodotto il meccanismo dell'ultima spiaggia (che nella seconda edizione permise a Sergio Múñiz di arrivare in finale e di vincere), che concede al concorrente appena eliminato dal televoto un'ultima chance per restare nel gioco, restando da solo su una spiaggia isolata, senza aver contatti con gli altri naufraghi, ignari dell'introduzione di tale espediente.
Il 5 dicembre 2007 è andato in onda il gran galà di chiusura soprannominato Tutti a casa.

## Conduzione
L'edizione è stata condotta per la quinta volta consecutiva da Simona Ventura, mentre l'inviato è stato Francesco Facchinetti. Gli opinionisti sono stati: Alfonso Signorini, Maria Giovanna Maglie, Mara Venier, Gianluca Nicoletti, Alda D'Eusanio e Sandro Mayer.

## Ambientazione

### L'isola
La location scelta è stata, per il secondo anno consecutivo, Cayos Cochinos in Honduras, i collegamenti settimanali con i naufraghi sono avvenuti da una specie di tempio, caratterizzato da antiche statue e candele soprannominato Ruina.

### Lo studio
Lo studio da cui è stata trasmessa la diretta settimanale ha cambiato totalmente scenografia, che per la prima volta è stata strutturata su due livelli realizzate presso lo studio 2000 del Centro di produzione Rai di Via Mecenate a Milano.

## I naufraghi
L'età dei concorrenti si riferisce al momento dello sbarco sull'isola.
| Concorrente             | Età     | Categoria  | Professione                        | Giorni | Luogo di nascita     | Stato                |
| ----------------------- | ------- | ---------- | ---------------------------------- | ------ | -------------------- | -------------------- |
| Manuela Villa           | 41 anni | Famosi     | Cantante                           | 1-71   | Roma                 | Vincitrice           |
| Debora Caprioglio       | 39 anni | Famosi     | Attrice                            | 1-71   | Mestre               | Seconda classificata |
| Nicola Canonico         | 31 anni | Famosi     | Attore                             | 1-71   | Avella               | Terzo classificato   |
| Miriana Trevisan        | 34 anni | Famosi     | Showgirl                           | 1-71   | Napoli               | Quarta classificata  |
| Claudio Cuccurullo      | 49 anni | Non Famosi | Muratore                           | 1-64   | Roma                 | Eliminato            |
| Paul Belmondo           | 44 anni | Famosi     | Ex pilota di formula 1             | 1-64   | Boulogne-Billancourt | Eliminato            |
| Vittorio De Franceschi  | 36 anni | Non Famosi | Finanziere                         | 1-57   | Tirrenia             | Eliminato            |
| Victoria Petroff        | 26 anni | Non Famosi | Modella                            | 38-50  | Milano               | Ritirata             |
| Karen Picozzi           | 30 anni | Non Famosi | Impiegata                          | 1-50   | Salerno              | Eliminata            |
| Lisa Fusco              | 28 anni | Famosi     | Showgirl, personaggio TV, cantante | 1-43   | Napoli               | Eliminata            |
| Ivan Cattaneo           | 54 anni | Famosi     | Cantante                           | 38-40  | Bergamo              | Ritirato             |
| Alessandro Cecchi Paone | 46 anni | Famosi     | Personaggio TV, opinionista        | 1-36   | Roma                 | Ritirato             |
| Viviana Bazzani         | 44 anni | Non Famosi | Ex agente di polizia               | 1-36   | Milano               | Eliminata            |
| Sandro Salvestrini      | 56 anni | Non Famosi | Bancario                           | 1-29   | Arcola               | Eliminato            |
| Francesco Coco          | 30 anni | Famosi     | Ex calciatore                      | 1-29   | Paternò              | Ritirato             |
| Cristiano Malgioglio    | 62 anni | Famosi     | Cantautore                         | 1-22   | Ramacca              | Eliminato            |
| Tiziana Decorato        | 35 anni | Non Famosi | Casalinga                          | 1-15   | Udine                | Ritirata             |
| Debora Salvalaggio      | 22 anni | Famosi     | Showgirl                           | 1-8    | Latina               | Eliminata            |

### Paul Belmondo
Il suo sbarco sull'isola avviene il 19 settembre. La sua avventura è stata sicuramente molto frastagliata, infatti nel corso di una prova ricompensa nella seconda settimana si rompe la clavicola a causa di uno scontro con Debora Caprioglio, ma nonostante questo, decide di rimanere sull'isola, scelta che non viene molto condivisa da alcuni dei suoi compagni d'avventura, soprattutto da Manuela Villa e Alessandro Cecchi Paone, con il quale, proprio a causa di questa polemica avrà delle divergenze. Nella sesta settimana di gioco viene mandato al televoto con Lisa Fusco, dove per sua fortuna riesce ad avere la meglio. Nell'ottava settimana Grazie a Nicola Canonico (vincitore della prova ricompensa), ottiene la possibilità di stare una notte sull'isola con sua moglie, dopodiché viene mandata di nuovo al televoto dal leader della settimana Claudio Cucurullo insieme a Debora Caprioglio, quest'ultima riesce ad avere la meglio così viene eliminato e dopodiché portato sull'ultima spiaggia, dove incontra Manuela Villa, egli accetta di sottoporsi al ballottaggio, ma la cantante riesce ad avere la meglio, così viene definitivamente eliminato. Ha stretto un buon rapporto fin dall'inizio con Nicola Canonico e Miriana Trevisan.

### Nicola Canonico
Il suo sbarco sull'isola avviene il 19 settembre. È stato fin dall'inizio simpatico e socievole con tutti i suoi compagni, ma anche lui come tutti gli altri ha avuto degli screzi con altri inquilini dell'isola. È stato mandato al televoto due volte, la prima contro Debora Salvalaggio e la seconda contro Vittorio De Franceschi, due persone con le quali aveva stretto un bel rapporto, dopodiché, nell'ottava settimana, grazie ad una prova ricompensa da lui stesso vinta, ottiene la possibilità di stare una notte sull'isola con sua madre. Nel corso delle sue dieci settimane sull'isola ha stretto un rapporto piuttosto solido con Miriana Trevisan, Paul Belmondo e Claudio Cucurullo. È stato uno dei quattro finalisti di questa edizione.

### Debora Caprioglio
Il suo sbarco sull'isola avviene il 19 settembre. Donna dolce, socievole e premurosa con tutti. Sull'isola ha mostrato il meglio di sé, non ha mai avuto screzi con nessuno dei suoi compagni di avventura e nei momenti duri ha sempre cercato di sdrammatizzare. Nonostante la solarità del suo carattere, però, Debora viene mandata al televoto due volte, la prima contro Viviana Bazzani, e la seconda contro Paul Belmondo, dove in entrambi i casi per sua fortuna, è riuscita ad avere la meglio. Arriva alla finalissima, dove riesce a battere Nicola Canonico, ma perde al televoto finale contro Manuela Villa ottenendo solo il 25% di voti. Ha stretto un rapporto solido con Cristiano Malgioglio e Alessandro Cecchi Paone all'inizio del gioco, dopodiché si è molto legata a Miriana Trevisan, Nicola Canonico e Claudio Cucurullo.

### Ivan Cattaneo
Il suo sbarco sull'isola avviene il 24 ottobre, si ritira solo dopo 48 ore di permanenza. Entra come riserva di Alessandro Cecchi Paone, ma l'isola non fa per lui, infatti lo si vede più volte piangere e lamentarsi delle sue condizioni, viene portato svariate volte in infermeria, dove il medico cerca di convincerlo a rimanere, ma lui non ci riesce e decide definitivamente di ritirarsi.

### Alessandro Cecchi Paone
Il suo sbarco sull'isola avviene il 19 settembre, si ritira nel corso della quinta settimana per problemi personali. Inizialmente viene molto criticato dai suoi compagni d'avventura a causa della sua pigrizia, per questo motivo, nella seconda settimana di gioco viene subito mandato in nomination contro il non famoso Sandro. Ma nonostante tutto riesce ad avere la meglio. È stato più volte guardiano del fuoco durante la notte insieme a Debora Caprioglio, con la quale ha stretto una buona amicizia, si è molto legato anche a Lisa Fusco, mentre ha avuto dei contrasti con Manuela Villa e Paul Belmondo. Nei momenti di nomination Alessandro, a differenza degli altri, ha sempre preferito fare una dichiarazione di voto palese e non nominare in segreto. Si ritira dopo 5 settimane di permanenza per lasciare l'opportunità della vittoria ai non famosi e in parte adducendo il fatto che gli manca molto la connessione a internet, l'uso del suo palmare, del suo orologio e il cibo.

### Francesco Coco
Il suo sbarco avviene il 19 settembre, si ritira nel corso della quarta settimana per problemi personali. Sull'isola ha molto legato con Cristiano Malgioglio e Manuela Villa, mentre ha avuto dei contrasti con Vittorio De Franceschi e Miriana Trevisan. Nel corso della terza settimana viene eletto leader, dopodiché, nella quarta settimana, viene mandato al televoto dal vincitore della successiva prova leader, cioè Vittorio, insieme alla sua amica Manuela Villa. Ad avere la peggio è proprio quest'ultima, ma lui al quel punto decide di ritirararsi dal gioco, così entrambi abbandonano l'isola.

### Lisa Fusco
Il suo sbarco sull'isola avviene il 19 settembre, viene eliminata nel corso della settima puntata. Amichevole con tutti, delusa, forse, da Cristiano Malgioglio, artista che lei stima, soprattutto dopo essersi accorta del fatto che lui cospirava contro di lei. Ha legato molto con Alessandro Cecchi Paone, Manuela Villa e con l'intero gruppo dei non famosi. Viene messa in nomination, nella sesta puntata, dal suo conterraneo Nicola Canonico, leader della settimana, contro Paul Belmondo (che lei stessa aveva nominato), perdendo nella puntata successiva. Dopo l'eliminazione, le viene data la possibilità di rimanere sull'ultima spiaggia, entrando in ballottaggio con la sua amica Manuela Villa (in isolamento già da due settimane), ma rifiuta, in quanto considera la Villa vincitrice del reality, uscendo definitivamente dal gioco.

### Cristiano Malgioglio
Il suo sbarco sull'isola avviene il 19 settembre, viene eliminato nel corso della quarta puntata. Si è dato molto da fare in Honduras, infatti ha svolto tantissimi compiti, tra cui il cuoco e il barbiere. Ha stretto un legame molto forte con Manuela Villa, Debora Caprioglio e Francesco Coco. Invece le persone con le quali si è trovato più in disaccordo sono state Miriana Trevisan e Viviana Bazzani, da lui definite false e manipolatrici. Dopo la sua eliminazione viene portato sull'ultima spiaggia, dove incontra il naufrago solitario Sandro Salvestrini, ma lui ha preferito rifiutare questa possibilità e tornarsene in Italia.

### Debora Salvalaggio
Il suo sbarco sull'isola avviene il 19 settembre, viene eliminata nella seconda puntata. Nel corso della sua intera e unica settimana sull'isola Debora viene molto criticata. Infatti i suoi compagni pensano che non si sappia integrare (questa è stata una delle poche motivazioni dei tanti concorrenti che l'hanno nominata) e proprio per questo ci rimane molto male. La vediamo molte volte chiudersi in se stessa a piangere, ma nonostante tutto ciò è riuscita a stringere una buona amicizia con Nicola Canonico, con il quale era in nomination. Dopo la sua eliminazione viene portata sull'ultima spiaggia, ma la sua permanenza su quest'ultima non durerà più di due ore perché viene battuta al televoto dalla non famosa Tiziana Decorato (altra eliminata della serata).

### Miriana Trevisan
Il suo sbarco sull'isola avviene il 19 settembre. La sua avventura comincia con gran serenità, infatti sembra aver stretto buon un rapporto con tutti, ma con il passare del tempo si ritroverà in disaccordo moltissimi dei suoi compagni di avventura, tra cui Cristiano Malgioglio, Francesco Coco e Alessandro Cecchi Paone. Nella quarta settimana a causa delle punture dei mosquitos (zanzare honduregne) sviene, il medico del programma subito interviene consigliandogli il ritiro, ma lei grazie alla sua forza e alla sua grinta ha preferito continuare la sua avventura sull'isola. Viene mandata al televoto con Cristiano Malgioglio nella terza settimana, e con Karen Picozzi nella settima settimana, in entrambi i casi la giovane showgirl riesce ad avere la meglio, arrivando cosivia in semifinale dove riuscirà a battere anche Claudio Cucurullo qualificandosi in questo modo per la finale. Viene battuta al televoto da Manuela Villa nell'ultima puntata, classificandonsi in questo modo quarta. Nel corso della sua avventura Miriana ha stretto un ottimo rapporto con Nicola Canonico, Paul Belmondo, Lisa Fusco e Claudio Cucurullo.

### Manuela Villa
Il suo sbarco sull'isola avviene il 19 settembre. Donna dal carattere forte e combattivo. Nel periodo di permanenza sull'isola principale ha avuto moltissime discussioni con l'intero gruppo di concorrenti, ma dopo essere stata eliminata al televoto contro il suo grande amico Francesco Coco, arriva sull'ultima spiaggia dove il pubblico la preferisce in confronto al non famoso Sandro Salvestrini. Così comincia la sua avventura in solitario. Nel suo periodo di permenenza sulla spiaggia deserta riesce man mano a battere tutti gli eliminati che accettano di scontrarsi con lei al ballottaggio. arrivando cosivia in semifinale quando viene di nuovo portata dai suoi amici su Playa Uva, dopo aver trascorso 35 giorni in completa solitudine. In finale riesce a battere Miriana Trevisan e Debora Caprioglio divenendo così la vincitrice di questa edizione dell'Isola dei famosi.

### Viviana Bazzani
Viviana Bazzani, 44 anni, ex agente di polizia. Vive a Pescara con il marito, a cui è legata sentimentalmente da 20 anni. Laureata in sociologia è una casalinga e molto sportiva, infatti frequenta la palestra e il nuoto. Il suo sogno nel cassetto è quello di diventare inviata televisiva. Dice di volere andare sull'isola per rivalsa nei confronti di alcune persone che l'hanno ostacolata durante la sua vita. Perde al televoto la quinta settimana contro Debora Caprioglio e sull'ultima spiaggia contro Manuela Villa.

### Claudio Cucurullo
Claudio Cucurullo, 49 anni, muratore. Vive a Roma con la moglie Cinzia e i suoi tre figli di 23, 19 e 11 anni. Come professione fa il muratore e tifa Roma, della quale è tifoso sfegatato. Oltre al calcio, un altro sport di cui è appassionato è lo sci, mentre il suo hobby è viaggiare. Dice di voler andare sull'isola per riposarsi un po', dopo una vita di lavoro. Perde in semifinale contro Miriana Trevisan e sull'ultima spiaggia contro Manuela Villa.

### Tiziana Decorato
Tiziana Decorato, 35 anni, casalinga. Sposata con due figlie e si definisce una mamma tuttofare, tra i suoi hobby troviamo la passione per il ricamo, per la pittura e per il bricolage. Tra gli sport praticati in passato da Tiziana troviamo nuoto ed equitazione. Attualmente, invece, il marito la trascina a fare lunghe camminate in montagna. partecipa all'isola per regalarsi del tempo solo per lei. Perde al televoto contro gli altri 5 non famosi la prima settimana. Vince al televoto sull'ultima spiaggia contro Debora Salvalaggio, diventando la sua prima abitante. Si ritira dopo una settimana.

### Vittorio De Franceschi
Vittorio De Franceschi, 36 anni, finanziere. Nasce a Livorno il 2 settembre 1970, vive a Pisa con il suo amatissimo cane Tobia, si definisce un uomo competitivo e generoso, con una grande forza di volontà e una forte resistenza alla fatica. Tra gli innumerolevoli sport da lui praticati troviamo il kayak, il surf, il nuoto e la palestra. Partecipa all'isola perché vuole che l'Italia intera lo veda mentre si cimenta in prove di sopravvivenza. Perde al televoto, l'ottava settimana contro Nicola Canonico. Ha stretto una bella amicizia con Karen Picozzi.

### Victoria Petroff
Victoria Petroff, 26 anni, modella. Attualmente vive e lavora a Milano con una sua amica. Ama la danza, fin da piccola ha sempre avuto questa passione; il suo sogno nel cassetto è innamorarsi e sposarsi, mentre il suo contributo per l'isola è il buonumore. Dice di voler partecipare al reality per tirare fuori il meglio di sé stessa. Arriva sull'isola il giorno 24 ottobre, sostituendo Francesco Coco e se ne va dopo sole due settimane di permanenza per motivi di salute (conseguenze di infezione dovute ad una mastoplastica additiva).

### Karen Picozzi
Karen Picozzi, 30 anni, impiegata. Ha frequentato il liceo scientifico statale "N. Sensale" di Nocera Inferiore sezione D. Ha conseguito la maturità scientifica nel 1995. È sposata con l'ex consigliere comunale di Salerno di Alleanza Nazionale Matteo Cortese. Ha due figli. Dice di voler partire per l'isola per mettersi alla prova con sé stessa e gli altri. Si ritira dall'isola la stessa settimana in cui era in nomination con Miriana Trevisan, ma nonostante tutto quest'ultima riesce a batterla al televoto interrotto dopo il suo ritiro, quindi il ritiro è valso come eliminazione.

### Sandro Salvestrini
Sandro Salvestrini, 56 anni, bancario. Amante delle arti marziali e dello sci, attualmente vive ad Arcola (SP), dove lavora come funzionario di banca. Il suo più grande vizio è il fumo, infatti, si definisce un fumatore accanito, la sua esperienza più pazza dice di averla vissuta quando sulle piste di Madonna di Campiglio, si spacciava per l'allenatore di Alberto Tomba. Sandro ha anche un figlio, Luca e un nipotino di 6 anni, Nicolò. Partecipa perché vuole sfidare i famosi per dimostrare che anche la gente comune vale quanto i vip. Perde al televoto contro Alessandro Cecchi Paone la seconda settimana. Resta sull'ultima spiaggia 2 settimane, dopodiché viene battuto da Manuela Villa, la quarta settimana.

## Tabella delle nomination e dello svolgimento del programma
Legenda
     Concorrente leader con il potere di mandare nomination ed immune
     Concorrente immune dalle nomination
     Concorrente in isolamento

|                        | Settimana 1                 | Settimana 1              | Settimana 2                        | Settimana 3                        | Settimana 4                         | Settimana 4                         | Settimana 5                         | Settimana 6                         | Settimana 7                         | Settimana 8                         | Settimana 9                         | Settimana 9                         | Ultima Settimana                                | Ultima Settimana                                | Ultima Settimana                                | Numero totale di nomination |
| ---------------------- | --------------------------- | ------------------------ | ---------------------------------- | ---------------------------------- | ----------------------------------- | ----------------------------------- | ----------------------------------- | ----------------------------------- | ----------------------------------- | ----------------------------------- | ----------------------------------- | ----------------------------------- | ----------------------------------------------- | ----------------------------------------------- | ----------------------------------------------- | --------------------------- |
| Leader                 | Nessuno                     | Nessuno                  | Nessuno                            | Francesco                          | Vittorio                            | Vittorio                            | Karen                               | Nicola                              | Vittorio                            | Victoria                            | Claudio                             | Claudio                             | Nessuno                                         | Nessuno                                         | Nessuno                                         | Numero totale di nomination |
|                        |                             |                          |                                    |                                    |                                     |                                     |                                     |                                     |                                     |                                     |                                     |                                     |                                                 |                                                 |                                                 |                             |
| Manuela                | Alessandro                  | Alessandro               | Lisa                               | Nicola                             | Karen                               | Karen                               | Concorrente in isolamento           | Concorrente in isolamento           | Concorrente in isolamento           | Concorrente in isolamento           | Concorrente in isolamento           | Concorrente in isolamento           | Vincitrice (Settimana 11 - Giorno 71)           | Vincitrice (Settimana 11 - Giorno 71)           | Vincitrice (Settimana 11 - Giorno 71)           | 5                           |
| Debora C.              | Debora S.                   | Debora S.                | Lisa                               | Lisa                               | Karen                               | Karen                               | Vittorio                            | Lisa                                | Karen                               | Vittorio                            | Paul                                | Paul                                | Seconda classificata (Settimana 11 - Giorno 71) | Seconda classificata (Settimana 11 - Giorno 71) | Seconda classificata (Settimana 11 - Giorno 71) | 13                          |
| Nicola                 | Manuela                     | Manuela                  | Alessandro                         | Viviana                            | Debora C.                           | Debora C.                           | Viviana                             | Lisa                                | Karen                               | Claudio                             | Debora C.                           | Debora C.                           | Terzo classificato (Settimana 11 - Giorno 71)   | Terzo classificato (Settimana 11 - Giorno 71)   | Terzo classificato (Settimana 11 - Giorno 71)   | 9                           |
| Miriana                | Debora S.                   | Debora S.                | Alessandro                         | Viviana                            | Alessandro                          | Alessandro                          | Viviana                             | Lisa                                | Karen                               | Vittorio                            | Debora C.                           | Debora C.                           | Quarta classificata (Settimana 11 - Giorno 71)  | Quarta classificata (Settimana 11 - Giorno 71)  | Quarta classificata (Settimana 11 - Giorno 71)  | 7                           |
| Claudio                | Nicola                      | Nicola                   | Sandro                             | Cristiano                          | Manuela                             | Manuela                             | Viviana                             | Paul                                | Nicola                              | Debora C.                           | Paul                                | Paul                                | Eliminati (Settimana 10 - Giorno 64)            | Eliminati (Settimana 10 - Giorno 64)            | Eliminati (Settimana 10 - Giorno 64)            | 2                           |
| Paul                   | Debora S.                   | Debora S.                | Alessandro                         | Viviana                            | Manuela                             | Manuela                             | Viviana                             | Lisa                                | Karen                               | Vittorio                            | Debora C.                           | Debora C.                           | Eliminati (Settimana 10 - Giorno 64)            | Eliminati (Settimana 10 - Giorno 64)            | Eliminati (Settimana 10 - Giorno 64)            | 8                           |
| Vittorio               | Nicola                      | Nicola                   | Sandro                             | Cristiano                          | Francesco                           | Francesco                           | Viviana                             | Paul                                | Miriana                             | Debora C.                           | Eliminato (Settimana 9 - Giorno 57) | Eliminato (Settimana 9 - Giorno 57) | Eliminato (Settimana 9 - Giorno 57)             | Eliminato (Settimana 9 - Giorno 57)             | Eliminato (Settimana 9 - Giorno 57)             | 4                           |
| Victoria               | Non in gara                 | Non in gara              | Non in gara                        | Non in gara                        | Non in gara                         | Non in gara                         | Non in gara                         | Immune                              | Nicola                              | Nicola                              | Ritirata (Settimana 8 - Giorno 50)  | Ritirata (Settimana 8 - Giorno 50)  | Ritirata (Settimana 8 - Giorno 50)              | Ritirata (Settimana 8 - Giorno 50)              | Ritirata (Settimana 8 - Giorno 50)              | 0                           |
| Karen                  | Cristiano                   | Cristiano                | Sandro                             | Miriana                            | Manuela                             | Manuela                             | Debora C.                           | Paul                                | Nicola                              | Eliminata (Settimana 8 - Giorno 50) | Eliminata (Settimana 8 - Giorno 50) | Eliminata (Settimana 8 - Giorno 50) | Eliminata (Settimana 8 - Giorno 50)             | Eliminata (Settimana 8 - Giorno 50)             | Eliminata (Settimana 8 - Giorno 50)             | 7                           |
| Lisa                   | Debora S.                   | Debora S.                | Alessandro                         | Cristiano                          | Claudio                             | Claudio                             | Alessandro                          | Paul                                | Eliminata (Settimana 7 - Giorno 43) | Eliminata (Settimana 7 - Giorno 43) | Eliminata (Settimana 7 - Giorno 43) | Eliminata (Settimana 7 - Giorno 43) | Eliminata (Settimana 7 - Giorno 43)             | Eliminata (Settimana 7 - Giorno 43)             | Eliminata (Settimana 7 - Giorno 43)             | 8                           |
| Ivan                   | Non in gara                 | Non in gara              | Non in gara                        | Non in gara                        | Non in gara                         | Non in gara                         | Non in gara                         | Immune                              | Ritirato (Settimana 7 - Giorno 40)  | Ritirato (Settimana 7 - Giorno 40)  | Ritirato (Settimana 7 - Giorno 40)  | Ritirato (Settimana 7 - Giorno 40)  | Ritirato (Settimana 7 - Giorno 40)              | Ritirato (Settimana 7 - Giorno 40)              | Ritirato (Settimana 7 - Giorno 40)              | 0                           |
| Alessandro             | Paul                        | Paul                     | Paul                               | Debora C.                          | Debora C.                           | Debora C.                           | Debora C.                           | Ritirato (Settimana 6 - Giorno 36)  | Ritirato (Settimana 6 - Giorno 36)  | Ritirato (Settimana 6 - Giorno 36)  | Ritirato (Settimana 6 - Giorno 36)  | Ritirato (Settimana 6 - Giorno 36)  | Ritirato (Settimana 6 - Giorno 36)              | Ritirato (Settimana 6 - Giorno 36)              | Ritirato (Settimana 6 - Giorno 36)              | 7                           |
| Viviana                | Nicola                      | Nicola                   | Sandro                             | Miriana                            | Alessandro                          | Alessandro                          | Debora C.                           | Eliminata (Settimana 6 - Giorno 36) | Eliminata (Settimana 6 - Giorno 36) | Eliminata (Settimana 6 - Giorno 36) | Eliminata (Settimana 6 - Giorno 36) | Eliminata (Settimana 6 - Giorno 36) | Eliminata (Settimana 6 - Giorno 36)             | Eliminata (Settimana 6 - Giorno 36)             | Eliminata (Settimana 6 - Giorno 36)             | 9                           |
| Sandro                 | Manuela                     | Manuela                  | Viviana                            | Concorrente in isolamento          | Concorrente in isolamento           | Concorrente in isolamento           | Eliminato (Settimana 5 - Giorno 29) | Eliminato (Settimana 5 - Giorno 29) | Eliminato (Settimana 5 - Giorno 29) | Eliminato (Settimana 5 - Giorno 29) | Eliminato (Settimana 5 - Giorno 29) | Eliminato (Settimana 5 - Giorno 29) | Eliminato (Settimana 5 - Giorno 29)             | Eliminato (Settimana 5 - Giorno 29)             | Eliminato (Settimana 5 - Giorno 29)             | 4                           |
| Francesco              | Debora C.                   | Debora C.                | Miriana                            | Miriana                            | Karen                               | Karen                               | Ritirato (Settimana 5 - Giorno 29)  | Ritirato (Settimana 5 - Giorno 29)  | Ritirato (Settimana 5 - Giorno 29)  | Ritirato (Settimana 5 - Giorno 29)  | Ritirato (Settimana 5 - Giorno 29)  | Ritirato (Settimana 5 - Giorno 29)  | Ritirato (Settimana 5 - Giorno 29)              | Ritirato (Settimana 5 - Giorno 29)              | Ritirato (Settimana 5 - Giorno 29)              | 1                           |
| Cristiano              | Debora S.                   | Debora S.                | Lisa                               | Miriana                            | Eliminato (Settimana 4 - Giorno 22) | Eliminato (Settimana 4 - Giorno 22) | Eliminato (Settimana 4 - Giorno 22) | Eliminato (Settimana 4 - Giorno 22) | Eliminato (Settimana 4 - Giorno 22) | Eliminato (Settimana 4 - Giorno 22) | Eliminato (Settimana 4 - Giorno 22) | Eliminato (Settimana 4 - Giorno 22) | Eliminato (Settimana 4 - Giorno 22)             | Eliminato (Settimana 4 - Giorno 22)             | Eliminato (Settimana 4 - Giorno 22)             | 4                           |
| Tiziana                | Nicola                      | Nicola                   | Concorrente in isolamento          | Ritirata (Settimana 3 - Giorno 15) | Ritirata (Settimana 3 - Giorno 15)  | Ritirata (Settimana 3 - Giorno 15)  | Ritirata (Settimana 3 - Giorno 15)  | Ritirata (Settimana 3 - Giorno 15)  | Ritirata (Settimana 3 - Giorno 15)  | Ritirata (Settimana 3 - Giorno 15)  | Ritirata (Settimana 3 - Giorno 15)  | Ritirata (Settimana 3 - Giorno 15)  | Ritirata (Settimana 3 - Giorno 15)              | Ritirata (Settimana 3 - Giorno 15)              | Ritirata (Settimana 3 - Giorno 15)              | 0                           |
| Debora S.              | Debora C.                   | Debora C.                | Eliminata (Settimana 2 - Giorno 8) | Eliminata (Settimana 2 - Giorno 8) | Eliminata (Settimana 2 - Giorno 8)  | Eliminata (Settimana 2 - Giorno 8)  | Eliminata (Settimana 2 - Giorno 8)  | Eliminata (Settimana 2 - Giorno 8)  | Eliminata (Settimana 2 - Giorno 8)  | Eliminata (Settimana 2 - Giorno 8)  | Eliminata (Settimana 2 - Giorno 8)  | Eliminata (Settimana 2 - Giorno 8)  | Eliminata (Settimana 2 - Giorno 8)              | Eliminata (Settimana 2 - Giorno 8)              | Eliminata (Settimana 2 - Giorno 8)              | 5                           |
|                        |                             |                          |                                    |                                    |                                     |                                     |                                     |                                     |                                     |                                     |                                     |                                     |                                                 |                                                 |                                                 |                             |
| Nominati dal leader    | Nessuno                     | Nessuno                  | Nessuno                            | Miriana                            | Francesco                           | Francesco                           | Debora S.                           | Lisa                                | Miriana                             | Nicola                              | Paul                                | Paul                                | Nessuno                                         | Nessuno                                         | Nessuno                                         |                             |
| Nominati dal gruppo    | Debora S. Nicola            | Debora S. Nicola         | Alessandro Sandro                  | Cristiano                          | Manuela                             | Manuela                             | Viviana                             | Paul                                | Karen                               | Vittorio                            | Debora C.                           | Debora C.                           | Manuela Miriana                                 | Nicola Debora C.                                | Debora C. Manuela                               |                             |
| Annotazioni            | [ N 1 ]                     | [ N 1 ]                  | [ N 2 ]                            | [ N 3 ]                            | [ N 4 ] [ N 5 ] [ N 6 ]             | [ N 4 ] [ N 5 ] [ N 6 ]             | [ N 7 ]                             | [ N 8 ]                             | Nessuna annotazione                 | [ N 9 ]                             | [ N 10 ]                            | [ N 10 ]                            | [ N 11 ] [ N 12 ]                               | [ N 11 ] [ N 12 ]                               | [ N 11 ] [ N 12 ]                               |                             |
| Salvati dal televoto   | Nicola                      | Nicola                   | Alessandro                         | Miriana                            | Francesco                           | Francesco                           | Debora S.                           | Paul                                | Miriana                             | Nicola                              | Debora C.                           | Debora C.                           | Manuela                                         | Debora C.                                       | Manuela 75% per vincere                         |                             |
| Eliminati dal televoto | Debora S. 51% per eliminare | Tiziana 2% per eliminare | Sandro 62% per eliminare           | Cristiano 51% per eliminare        | Manuela 58% per eliminare           | Sandro 62% per eliminare            | Viviana 59% per eliminare           | Lisa 60% per eliminare              | Karen 93% per eliminare             | Vittorio 72% per eliminare          | Paul 51% per eliminare              | Claudio 67% per eliminare           | Miriana 84% per eliminare                       | Nicola 57% per eliminare                        | Debora C. 25% per vincere                       |                             |
| Nuovi sbarchi          | Nessuno                     | Nessuno                  | Nessuno                            | Nessuno                            | Nessuno                             | Nessuno                             | Nessuno                             | Ivan Cattaneo Victoria Petroff      | Nessuno                             | Nessuno                             | Nessuno                             | Nessuno                             | Nessuno                                         | Nessuno                                         | Nessuno                                         |                             |
| Ritirati               | Nessuno                     | Nessuno                  | Tiziana                            | Nessuno                            | Nessuno                             | Nessuno                             | Francesco                           | Alessandro                          | Ivan                                | Victoria                            | Nessuno                             | Nessuno                             | Nessuno                                         | Nessuno                                         | Nessuno                                         |                             |

## Episodi di particolare rilievo
- Con 71 giorni complessivi, questa è una delle edizioni più lunghe nella storia dell'isola dei famosi (a differenza delle precedenti che avevano una durata di 57 giorni). Questo record verrà poi battuto nel 2022 con la sedicesima edizione del reality, dove i concorrenti sono rimasti sull'isola 99 giorni.
- Paul Belmondo subisce una frattura alla clavicola, durante una prova ricompensa nel corso della puntata del 3 ottobre 2007, il dottore subito interviene affermando che l'ex pilota di Formula 1 dovrà continuare la sua avventura con una fasciatura al braccio.
- Nella quarta settimana di gioco, i naufraghi vengono trasferiti dal piccolo isolotto di Cayo Paloma alla spiaggia di Playa Uva.
- Nel corso della sesta settimana un uragano colpisce l'arcipelago di Cayo Cochinos, la tempesta distrugge l'intera capanna costruita dai concorrenti e a causa del vento molti effetti personali dei malcapitati vanno perduti.
- Ivan Cattaneo detiene il record per la minore permanenza di sempre sull'isola: si ritira infatti dal gioco dopo sole 48 ore.
- I naufraghi, a tre settimane della finale, riescono a scoprire l'esistenza dell'ultima spiaggia. La conduttrice Simona Ventura è quindi costretta ad affermare che le loro supposizioni erano esatte.
- A causa del maltempo, la produzione, nella settima settimana di gioco, è costretta a trasferire i naufraghi in un rifugio al chiuso per circa 3 giorni.
- Nell'ottava puntata a causa di un allagamento della "ruina" il collegamento con i naufraghi avviene da un "privè".
- Al termine della trasmissione, viene consegnato a Simona Ventura il Tapiro D'oro dalla redazione di Striscia la notizia, per aver condotto l'edizione de L'sola dei famosi con più concorrenti ritirati.

## Ascolti
| Puntata             | Messa in onda     | Telespettatori | Share  |
| ------------------- | ----------------- | -------------- | ------ |
| 1                   | 19 settembre 2007 | 5 073 000      | 24,11% |
| 2                   | 26 settembre 2007 | 4 398 000      | 19,38% |
| 3                   | 3 ottobre 2007    | 4 969 000      | 22,38% |
| 4                   | 10 ottobre 2007   | 5 299 000      | 23,96% |
| 5                   | 17 ottobre 2007   | 5 453 000      | 25,35% |
| 6                   | 24 ottobre 2007   | 5 298 000      | 24,10% |
| 7                   | 31 ottobre 2007   | 4 647 000      | 21,23% |
| 8                   | 7 novembre 2007   | 5 395 000      | 24,47% |
| 9                   | 14 novembre 2007  | 5 156 000      | 23,33% |
| Semifinale          | 21 novembre 2007  | 5 261 000      | 24,36% |
| Finale              | 28 novembre 2007  | 6 339 000      | 28,90% |
| Media               | Media             | 5 207 000      | 23,75% |
| Galà - Tutti a casa | 5 dicembre 2007   | 4 067 000      | 19,25% |